# Třída Acme
Třída Acme byla třída oceánských minolovek Námořnictva Spojených států amerických. Celkem byly postaveny čtyři jednotky, které byly ve službě v letech 1956–1992.

## Stavba
Celkem byly loděnicí Frank L. Sample Jr. Inc. v Boothbay Harboru postaveny čtyři jednotky této třídy. Do služby byly přijaty v letech 1956–1958.
Jednotky třídy Acme:
| Jméno                 | Spuštěna na vodu | Vstup do služby  | Status |
| --------------------- | ---------------- | ---------------- | --- |
| USS Acme (MSO-508)    | 1955             | 27. září 1956    | Vyřazena 6. listopadu 1970.                                                                                 |
| USS Adroit (MSO-509)  | 1955             | 4. března 1957   | Vyřazena 12. prosince 1991.                                                                                 |
| USS Advance (MSO-510) | 1957             | 16. června 1958  | Vyřazena 1. prosince 1970, několik civilních vlastníků, 23. listopadu 2013 plavidlo kompletně zničil požár. |
| USS Affray (MSO-511)  | 1956             | 8. prosince 1958 | Vyřazena 20. prosince 1992.                                                                                 |

## Konstrukce

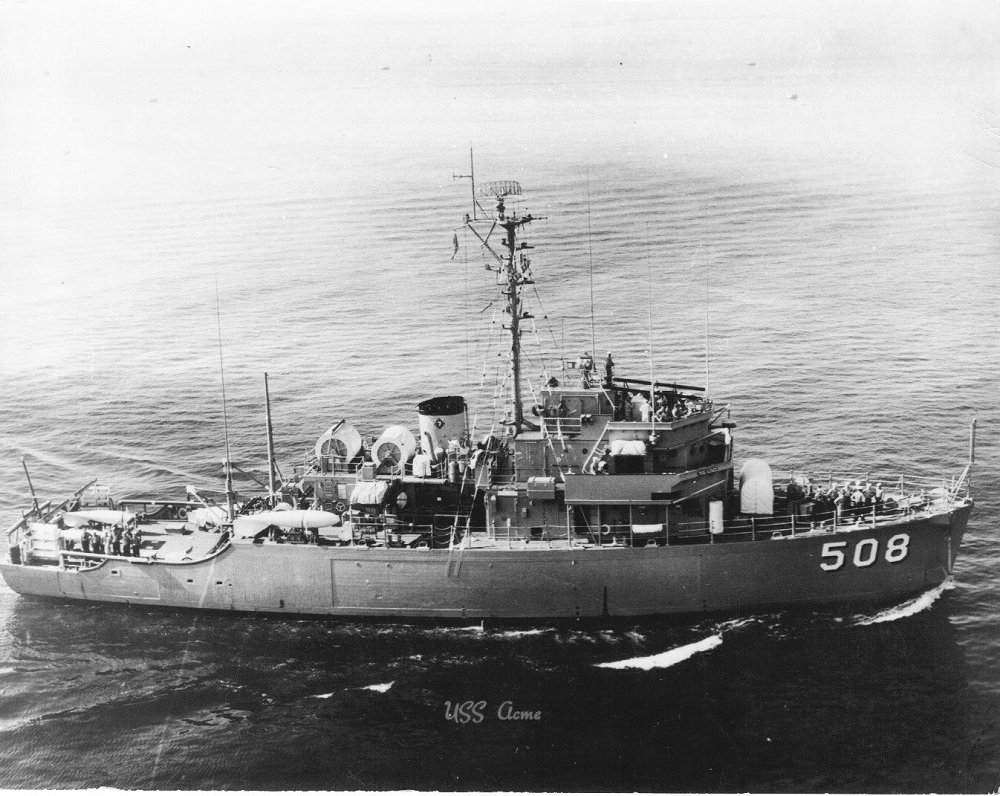
USS Acme (MSO-508)

Výzbroj tvořil jeden 40mm kanón Bofors a dva 12,7mm kulomety. Pohonný systém tvořily čtyři diesely, pohánějící dva lodní šrouby. Nejvyšší rychlost dosahovala 14 uzlů.

## Operační služba
Minolovky třídy Acme byly mimo jiné nasazeny ve vietnamské válce a ve válce v Zálivu.